# Tennistoernooi van Rosmalen 2016
Het tennistoernooi van Rosmalen van 2016 werd van maandag 6 tot en met maandag 13 juni 2016 gespeeld op de grasbanen van het Autotron Expodome in de Nederlandse plaats Rosmalen, onderdeel van de gemeente 's-Hertogenbosch. De officiële naam van het toernooi was Ricoh Open. Door regen werd de mannenfinale op zondag 12 juni na de eerste set afgebroken, en op maandag afgemaakt.
Het toernooi bestond uit twee delen:
- WTA-toernooi van Rosmalen 2016, het toernooi voor de vrouwen
- ATP-toernooi van Rosmalen 2016, het toernooi voor de mannen

## Toernooikalender
| Rosmalen          | juni 2016 | juni 2016 | juni 2016 | juni 2016 | juni 2016 | juni 2016    | juni 2016    | juni 2016 | juni 2016 |
| Rosmalen          | maa 6     | din 7     | woe 8     | woe 8     | don 9     | vrĳ 10       | zat 11       | zon 12    | maa 13    |
| ----------------- | --------- | --------- | --------- | --------- | --------- | ------------ | ------------ | --------- | --------- |
| vrouwenenkelspel  | 1e ronde  | 1e ronde  | 2e ronde  | 2e ronde  | 2e ronde  | kwartfinale  | halve finale | finale    |           |
| mannenenkelspel   | 1e ronde  | 1e ronde  | 2e ronde  | 2e ronde  | 2e ronde  | kwartfinale  | halve finale | finale    | finale    |
| vrouwendubbelspel | 1e ronde  | 1e ronde  | 1e ronde  | 2e ronde  | 2e ronde  | halve finale | finale       |           |           |
| mannendubbelspel  | 1e ronde  | 1e ronde  | 1e ronde  | 2e ronde  | 2e ronde  | halve finale | finale       |           |           |

ATP-toernooi van Rosmalen – WTA-toernooi van Rosmalen

1996 · 1997 · 1998 · 1999 · 2000 · 2001 · 2002 · 2003 · 2004 · 2005 · 2006 · 2007 · 2008 · 2009 · 2010 · 2011 · 2012 · 2013 · 2014 · 2015 · 2016 · 2017 · 2018 · 2019 · 2020-2021 · 2022 · 2023 · 2024